# Sergei Anatoljewitsch Kubassow
Sergei Anatoljewitsch Kubassow (russisch Сергей Анатольевич Кубасов; * 22. Januar 1945 in Batagai, Jakutische Autonome Sozialistische Sowjetrepublik; † 26. Februar 2004) war ein sowjetisch-russischer Bildhauer und Hochschullehrer.

## Leben
Kubassow, Sohn eines Geologen, besuchte in Leningrad die Kunstmittelschule des Repin-Instituts für Malerei, Bildhauerei und Architektur (LISchSA) (Nachfolger der Russischen Kunstakademie) mit Abschluss 1963 mit einer Goldmedaille. Anschließend studierte er am LISchSA mit Abschluss 1969. Als Diplomarbeit schuf er bei Michail Anikuschin eine Skulptur für das Grab des unbekannten Soldaten in Murino am Rande Leningrads, die ausgezeichnet wurde. Darauf war er Assistent Anikuschins bis 1971. 1971 wurde Kubassow Mitglied der Künstlervereinigung der UdSSR.
Ab 1969 lehrte Kubassow am  LISchSA in der Bildhauerei-Fakultät. 1998 wurde er zum Leiter des Bildhauerei-Lehrstuhls und zum Professor ernannt.
Mit dem Architekten und Bildhauer Wjatscheslaw Buchajew und den Bildhauern Wiktor Baschinow, Wladimir Gorewoi und Wladimir I. Neimark schuf Kubassow 1973–1975 auf einem Hügel bei  Luga das Denkmal zum Ruhm der Partisanen für die Veteranenorganisation Bojewoje Bratswo der Partisanen der Oblasts Leningrad, Nowgorod und Pskow. Auf dem hohen Granitsockel steht die Statue eines Partisanenmädchens mit Sturmgewehr und Fahne (Gesamthöhe 20 m). Von einer erhaltenen Betonstellung führt eine Straße durch die Gedenkstätte. An der Straße stehen 13 Granitblöcke für die 13 Partisanenbrigaden, die in der Oblast Leningrad gekämpft hatten. An der Treppe zum Denkmal befinden sich drei Bastei-Mauern für die drei Oblasts. 1997 wurde die Gedenkstätte aus der Liste der Objekte des Kulturerbes von föderaler Bedeutung gestrichen und später als Objekt von regionaler Bedeutung registriert. 2004 wurde die Gedenkstätte restauriert.
Beteiligt war Kubassow auch an der Gedenkstätte für die Helden der Verteidigung Leningrads auf dem Leningrader/St. Petersburger Platz des Sieges, die 1974–1975 von dem Bildhauer Michail Anikuschin und den Architekten Walentin Kamenski und Sergei Speranski geschaffen wurde. 1978–1979 schuf Kubassow mit dem Bildhauer  Wladimir Gorewoi und dem Architekten  Wjatscheslaw Buchajew das Denkmal für den Schriftsteller Nikolai Ostrowski in Sotschi.
Kubassow war Geschäftsführungsvorsitzender der Sankt Petersburger Künstlervereinigung. 1995 wurde er zum Korrespondierenden Mitglied der Russischen Akademie der Künste gewählt.
Kubassow starb am 26. Februar und wurde in St. Petersburg auf dem Smolensker Friedhof begraben.

## Ehrungen, Preise
- Schtschussew-Staatspreis der RSFSR (1978)[1]
- Komsomol-Preis (1980)[1]
- Goldmedaille der Akademie der Künste (1982)[1]
- Verdienter Künstler der RSFSR (1983)[1]

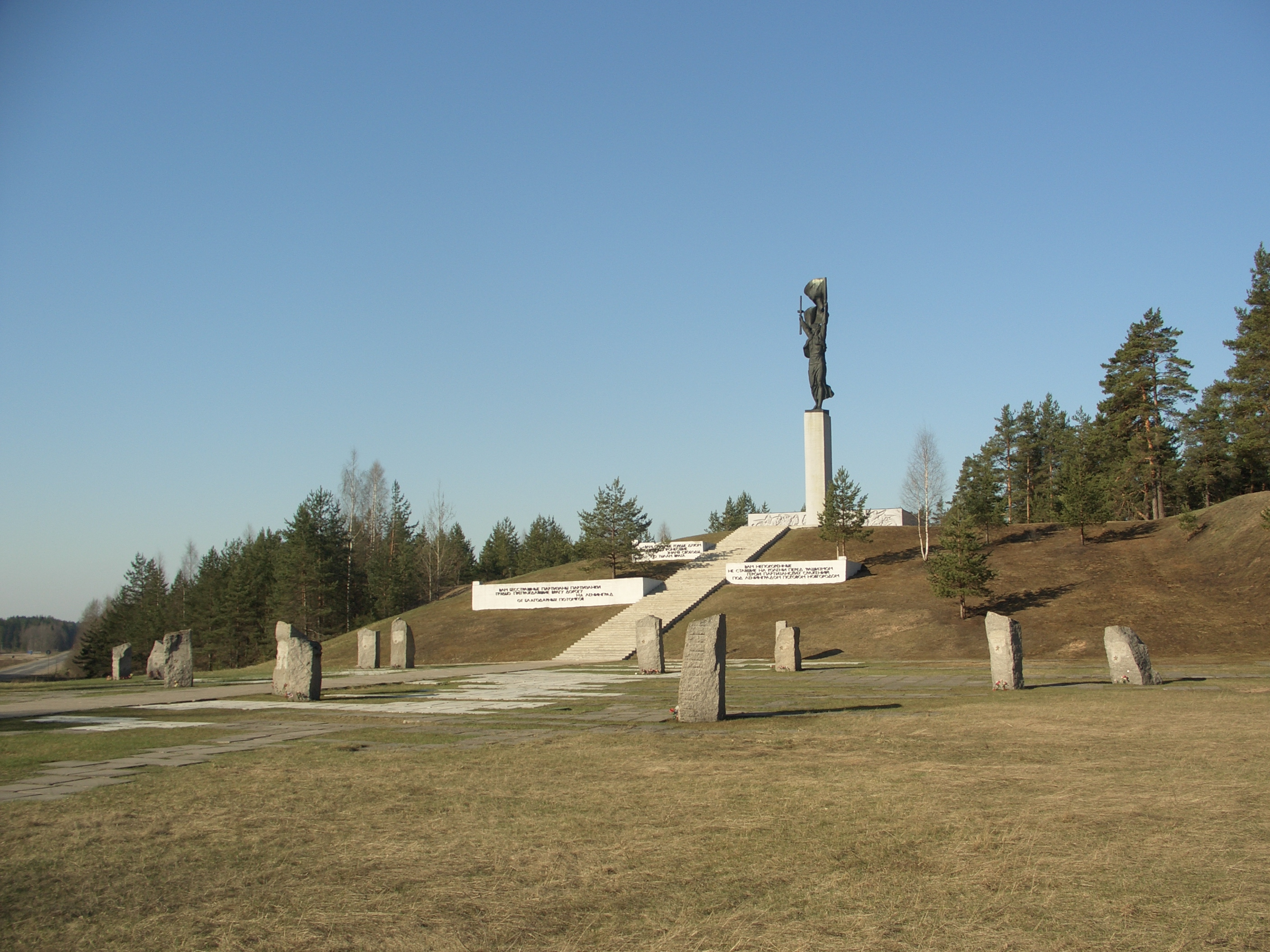
Partisanen-Gedenkstätte Luga
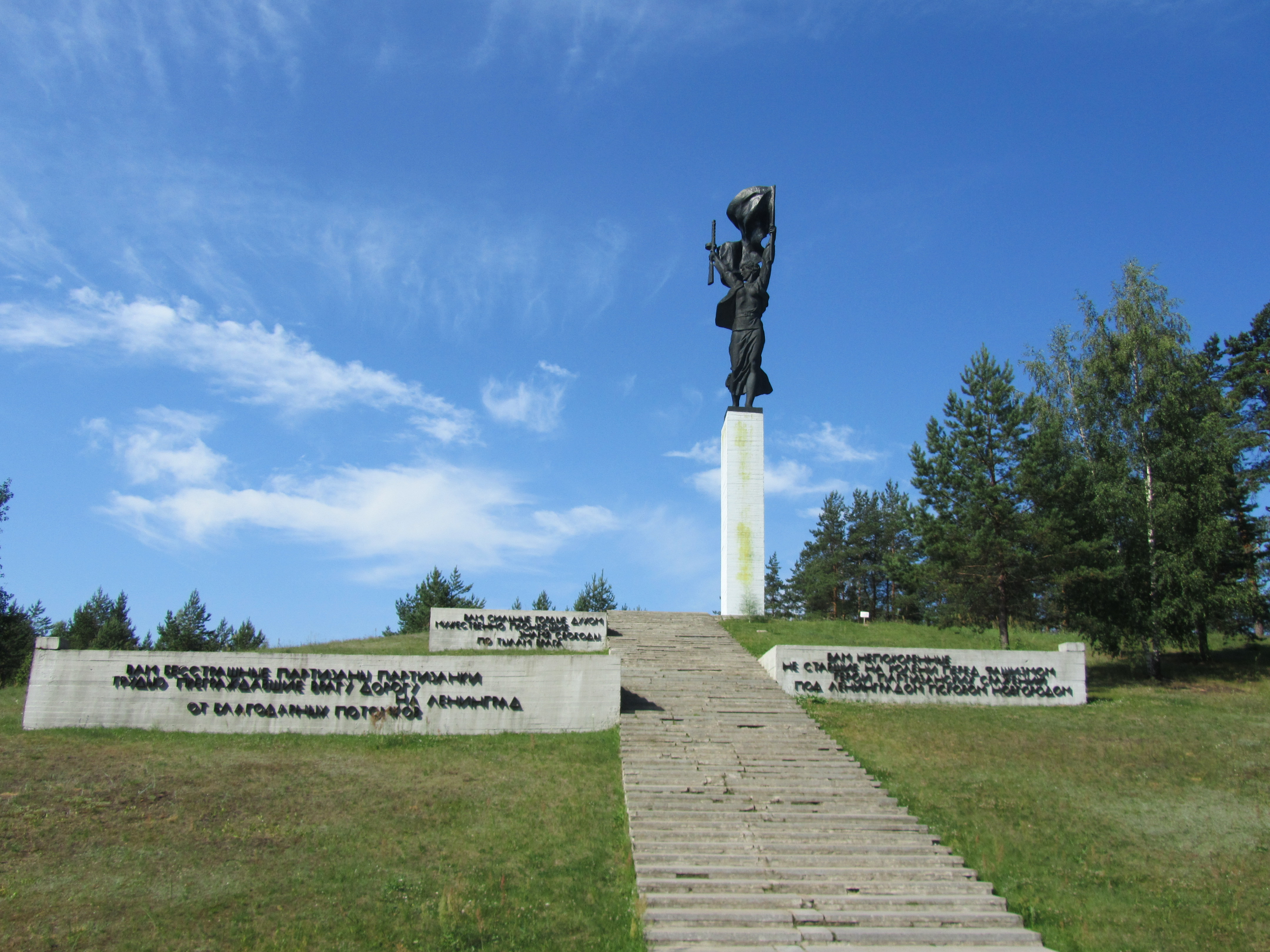
Partisanen-Gedenkstätte Luga
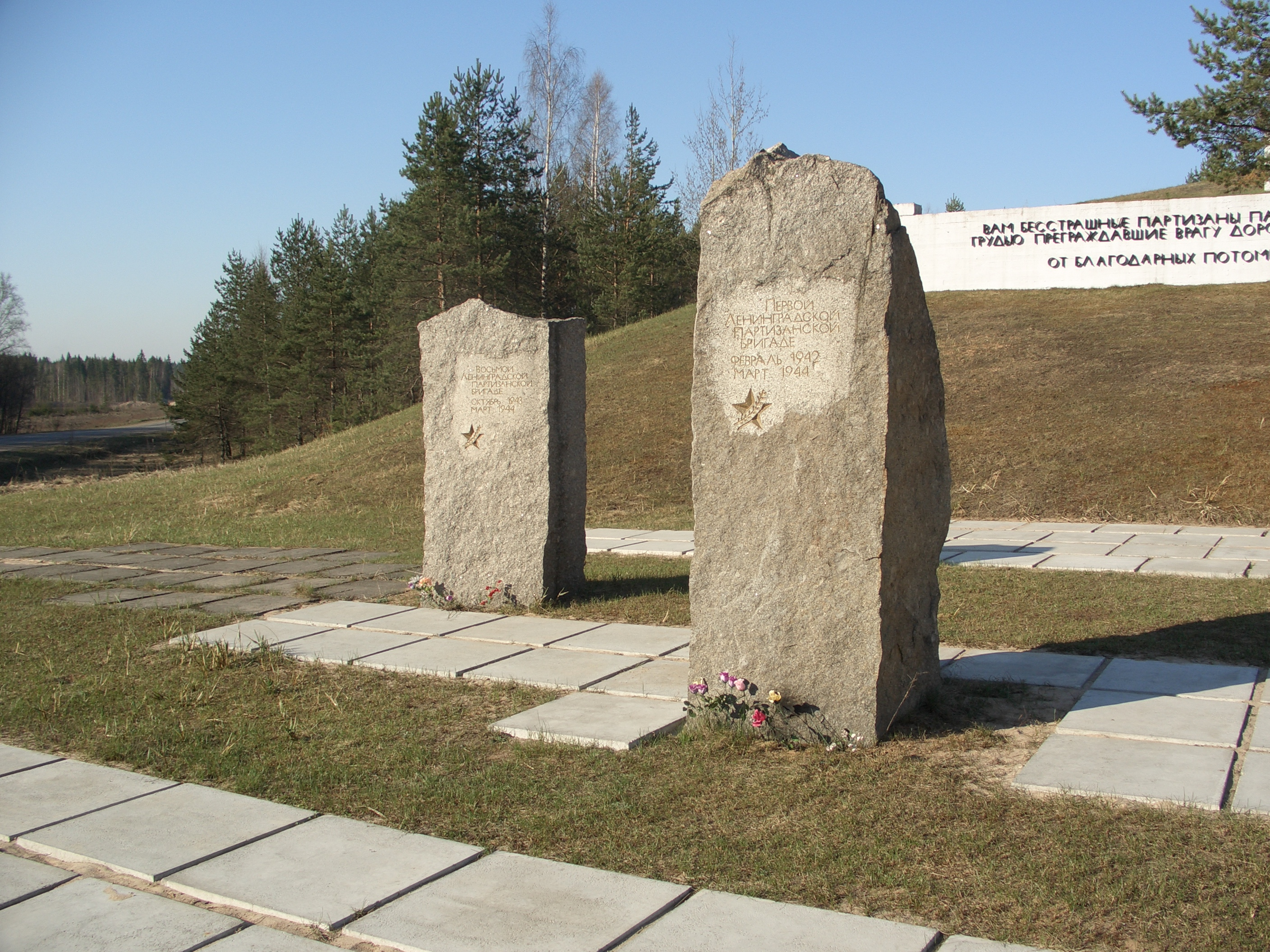
Partisanen-Gedenkstätte Luga
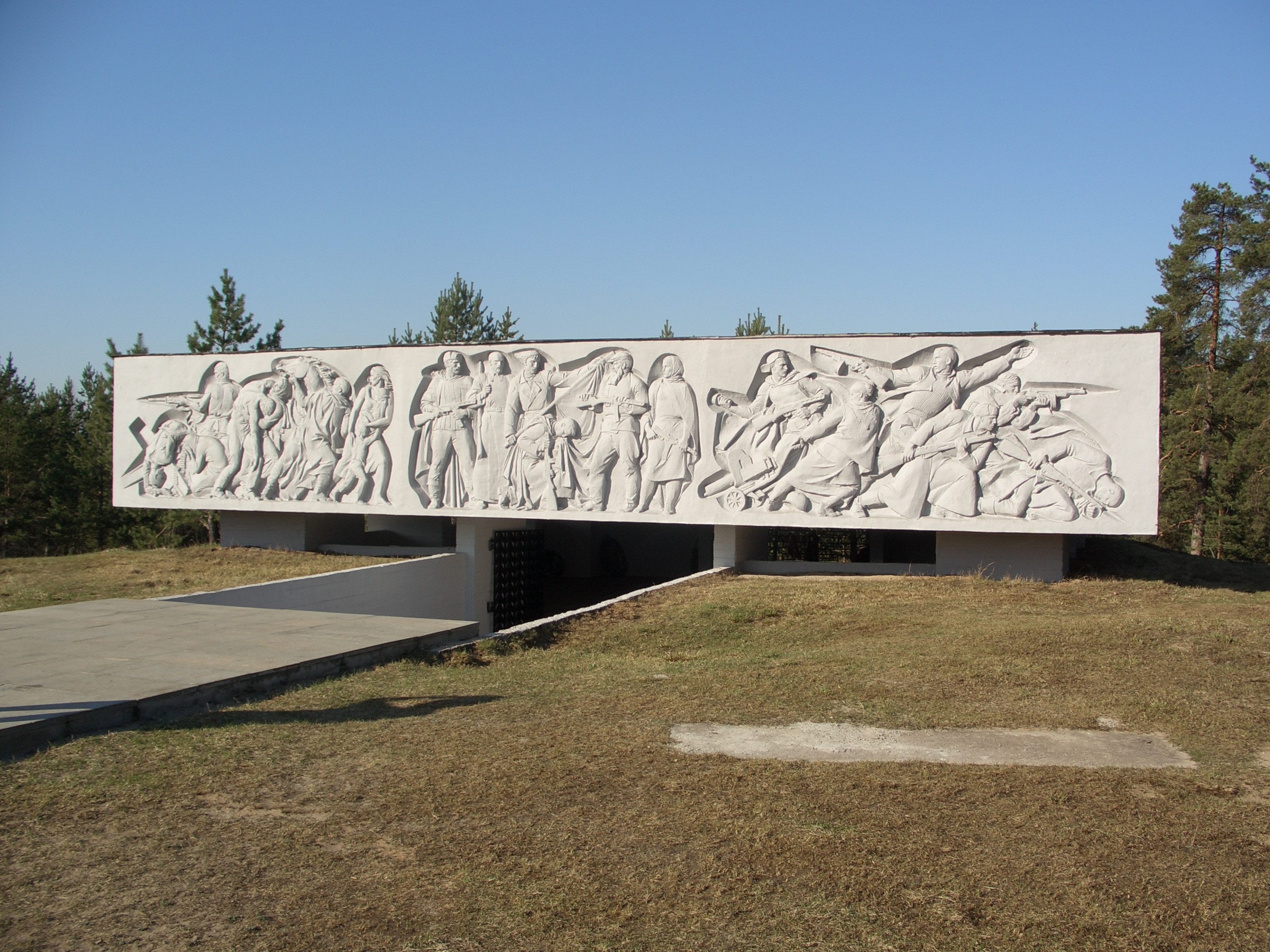
Partisanen-Gedenkstätte Luga
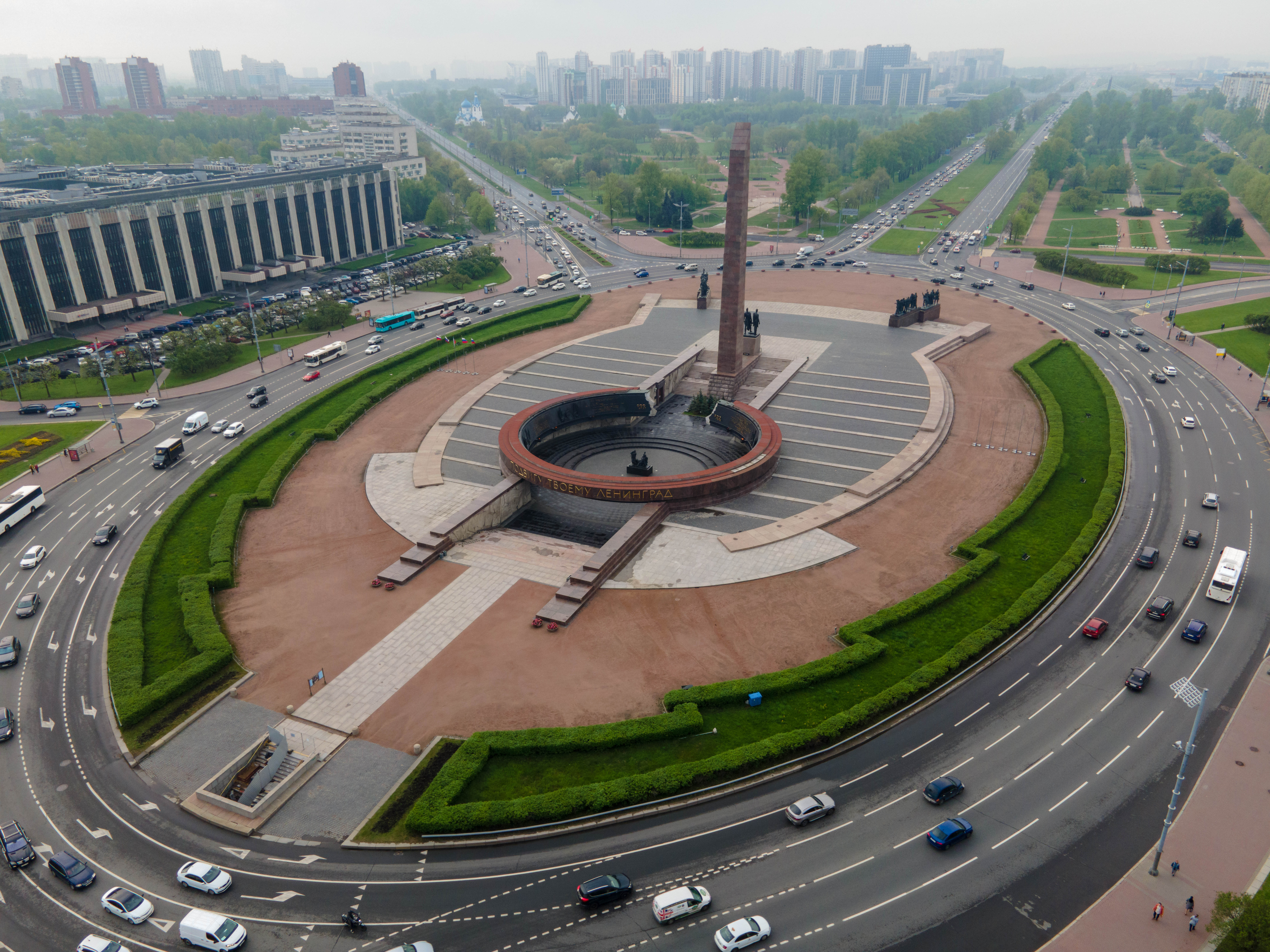
Gedenkstätte der Helden der Verteidigung Leningrads, St. Petersburg
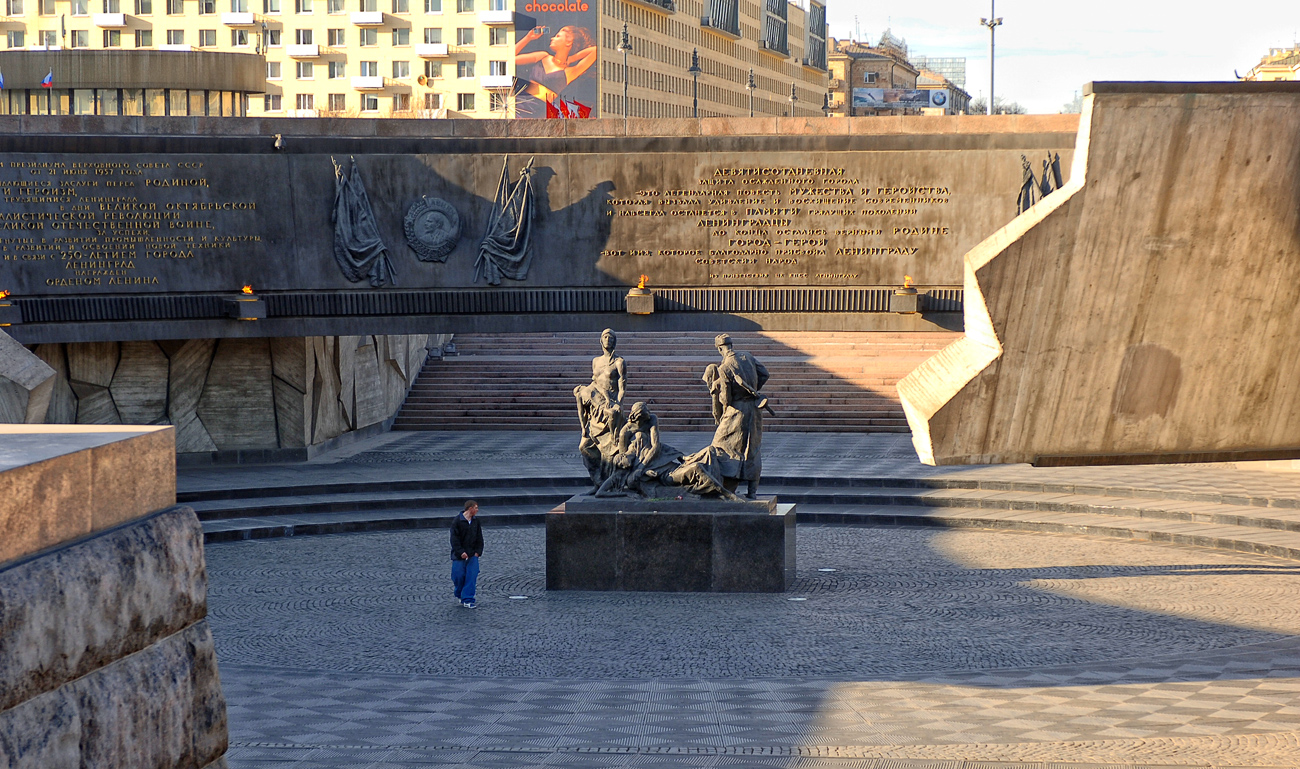
Gedenkstätte der Helden der Verteidigung Leningrads, St. Petersburg
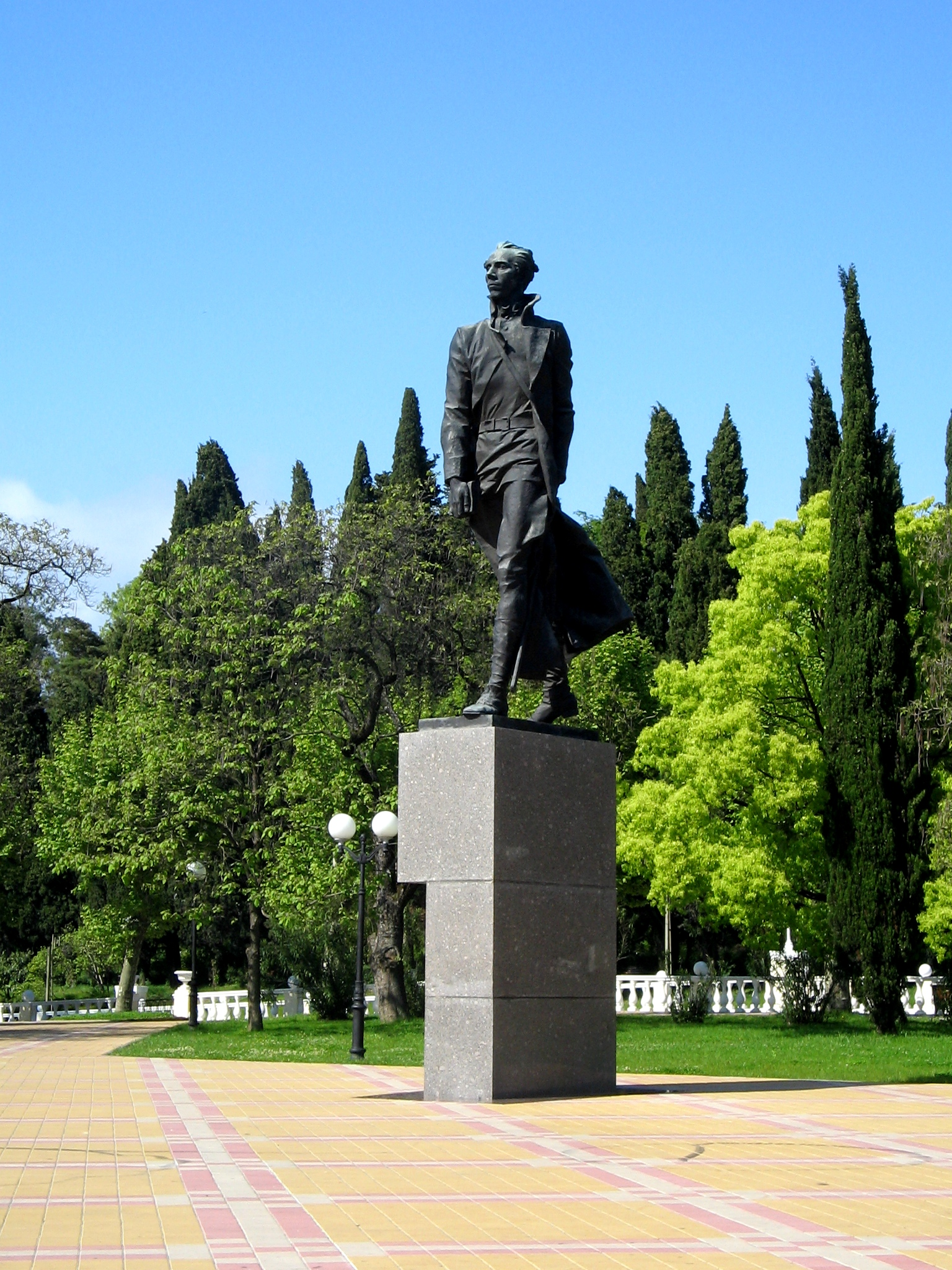
Ostrowski-Denkmal, Sotschi